# Скляна клітка
Скляна клітка (англ. The Glass Cage) — американський трилер 1996 року.

## Сюжет
Пол, колишній агент ЦРУ, повертається в Америку в пошуках подруги Жаклін. Приїхавши в Новий Орлеан, він влаштовується працювати барменом в нічному клубі «Скляна клітка», де стриптизеркою працює Жаклін. Господар клубу Марко, під прикриттям продажного поліцейського Монтрашета, крім наркотиків, займається контрабандою діамантів і після втрати зв'язкового в Мексиці вирішує скористатися Полом. Не знаючи, що Пол і Жаклін знайомі, Марко посилає їх до Мексики за краденими діамантами. Пол виявляється затиснутий з усіх боків — на нього насідають мафія, ЦРУ і поліція. Він повинен вести подвійну гру, щоб залишитися в живих і назавжди звільнити Жаклін зі «Скляної клітки».

## У ролях
| Актор             | Роль             |
| ----------------- | ---------------- |
| Гораціо Ентоні    | Марко            |
| Річард Тайсон     | Пол Яджер        |
| Шарлотта Льюїс    | Жаклін           |
| Ерік Робертс      | Монтраше         |
| Карлос Карраско   | Гомер            |
| Ентоні Крівеллі   | Антон            |
| Марія Форд        | Діана            |
| Річард Молл       | Ян Декстер       |
| Гілтон Т. Браун   | Андре            |
| Джозеф Кампанелла | Лебек            |
| Ліза Марі Скотт   | Кіко             |
| Стівен Ніколс     | Рензі            |
| Річард Пол        | містер Сілкерман |
| Аура Фігуередо    | офіціантка       |
| Фред Аспарагус    | офіціант         |
| Коллін Бернсен    | лаборант         |
| Ева Ла Даре       | танцюристка      |
| Венді Фаулер      | танцюристка      |
| Мелінда Сонгер    | танцюристка      |
| Лорі Спосіт       | танцюристка      |
| Роберт Гантзос    | таксист          |
| Зен Геснер        | клієнт           |
| Хав'єр Ронсерос   | митник           |
| Марія Ротондо     | портьє           |
| Алан Стівенсон II | бандит           |
| Мішель Вебстер    | офіціантка       |